# Contea di Greensville
La contea di Greensville (in inglese Greensville County) è una contea dello Stato della Virginia, negli Stati Uniti. La popolazione al censimento del 2000 era di 11 560 abitanti. Il capoluogo di contea è Emporia.

## Comuni
- Emporia, città indipendente, nonostante si trova all'interno della contea non dipende da essa. Ma tuttavia condivide lo stesso sistema scolastico pubblico.

### Town
- Jarratt

### Unincorporated communities
- Brink
- Durand
- Low Ground
- Moonlight
- Purdy
- Radium
- Skippers

### Penitenziario di Jarratt
Il penitenziario di Jarratt, vicino all'omonima cittadina (589 abitanti) è noto per ospitare il braccio della morte e il luogo delle esecuzioni capitali.